# Флеботомуси
Флеботомусите, по-известни като папатаци (Phlebotomus), са род двукрили хапещи насекоми от семейство Psychodidae от Стария свят. Често с представители на други родствени таксони са наричани и със сборното наименование пясъчни мухи. Повечето видове са разпространени в Палеарктика и са преносители на редица паразитни и инфекциозни причинители на заболявания при хора и животни.

## Морфология и жизнен цикъл
Възрастните представители са дребни с размери на тялото от 1,5 до 3 mm. Цветът им е жълтеникав с открояващи се черни очи и покрити с фини косъмчета тяло, крила и крачка. Подобно на комарите женските се хранят с кръв от гръбначни животни, а мъжките се хранят с нектар от цветовете на растенията. Активни са в тъмната част на денонощието. Снасят яйцата си в тъмни цепнатини и пукнатини богати на органична материя.

## Епидемиологични особености
Различните представители на рода са приносители на причинителите на заболяването лайшманиоза в Стария свят, докато в Новия свят ролята на преносител се съвместява от представители на род Lutzomyia. Насекомите пренасят протозойните паразити от естествените резервоари на заболяването гризачите до хората и други бозайници. Флеботомуси са преносители на различни представители от род Bartonella и арбовируси, причинители на различни видове заболявания, както и на причинителя на папатациевата треска при човека.

## Видове
- Phlebotomus alexandri
- Phlebotomus ariasi
- Phlebotomus azizi
- Phlebotomus balcanicus
- Phlebotomus brevis
- Phlebotomus chabaudi
- Phlebotomus kyreniae
- Phlebotomus langeroni
- Phlebotomus longicuspis
- Phlebotomus longiductus
- Phlebotomus major
- Phlebotomus mascittii
- Phlebotomus papatasi
- Phlebotomus perfiliewi
- Phlebotomus perniciosus
- Phlebotomus riouxi
- Phlebotomus sergenti
- Phlebotomus simici
- Phlebotomus tobbi